# 미국 독립 혁명의 독일인

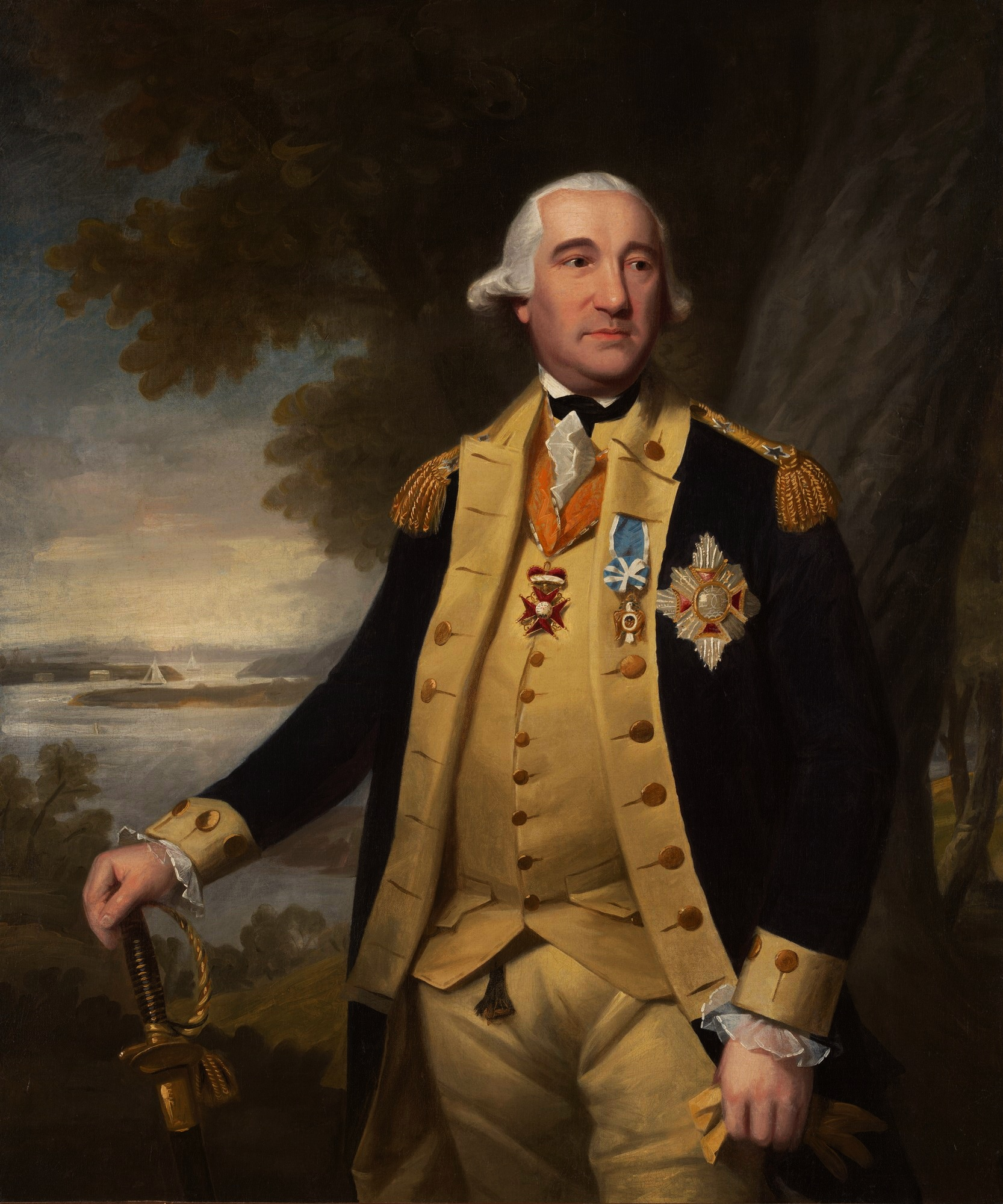
프리드리히 빌헬름 폰 슈토이벤은 미국 독립 전쟁 당시 대륙육군으로 복무한 프로이센 왕국의 군인이다. 그는 대륙육군에게 필요한 전술과 전략을 알려줌으로써 대륙육군이 승리하는 데 큰 기여를 했다.

독일인들은 미국 독립 전쟁의 양측에서 복무했다. 많은 사람들은 왕당파의 대의를 지지했고, 브라운슈바이크뤼네부르크 선제후국의 선제후이자 영국의 왕이었던 조지 3세를 위해 복무했다. 특히 프랑스 왕국과 인접한 라인란트에서 온 독일인들은 프랑스 왕국 육군에서 복무했다. 다른 독일인들은 미국의 독립군을 지원하기 위해 왔지만, 독립군으로 복무한 독일인 대부분은 식민주의자였다.

## 영국의 동맹국
미국 독립 혁명 기간 동안 신성 로마 제국 하에서 느슨하게 통일된 수많은 독일어권 국가들이 있었다. 이 국가들 중 다수는 공식적으로 루터교 국가였으며, 이들은 전통적으로 영국을 비롯한 다른 개신교 국가들과 동맹을 맺었다. 미국 독립 혁명 당시 영국의 왕 조지 3세는 하노버 선제후를 겸하고 있었다. 조지 3세는 민족적으로는 독일계 출신으로, 영어를 모국어로 사용하는 하노버가의 수장이었다. 영국은 1756년 외교 혁명 기간 동안 독일의 여러 국가들과 동맹을 맺었으며, 7년 전쟁에서는 프로이센의 프리드리히 2세와 동맹을 맺었다. 미국에 있는 영국 식민지들이 몇십 년 후에 반란을 일으켰을 때, 몇몇 독일어권 국가들은 영국 육군과 계약했다. 군대를 외국에 임대하는 것이 몇몇 유럽인들에게 논란이 되었지만 독일어권 국가의 사람들은 일반적으로 전쟁에서 복무하는 것에 대해 큰 자부심을 드러냈다. 어떤 경우에는, 독일인은 심지어 제60연대와 같은 영국 부대에 직접 입대했다.

미국인들은 독일어권 국가의 부대가 미국 땅에 도착하자 이것을 조지 3세의 배신으로 보았다.  몇몇 미국 의원들은 조지 3세가 병사들을 자신들에게 사용한다면 독립을 선언할 것을 선포했고, 이를 미국의 애국자들에게 선전 도구로 사용했다. 독일인 군대는 "외국 용병"이라고 불렸으며, 미국 독립선언에서도 같은 단어로써 언급되었다 :
죽음과 적막함, 그리고 폭거의 작업을 마치기 위해 그는 대규모의 외국 용병 군대를 지금도 수송하고 있으며, 시대와 병행하여 잔인함과 배신의 상황은 시작되었다. 그는 문명화된 국가의 지도자의 자격이 없다— 미국 독립 선언

 몇몇 작은 독일어권 국가의 재정적인 기초는 18세기 동안에 다양한 방면에서 더 큰 국가를 세우기 위해 전투에 그들의 연대를 정규적으로 빌려주는 것이었다.  역사 학자 찰스 W. 잉그라오는 (Charles W. Ingrao) 는 헤센 용병 국가: 프리드리히 2세 치하의 생각, 기관 및 개혁, 1760-1785 (2003)에 따라 이를 설명했다. 헤센의 용병들은 잘 훈련되고 장비되었다. 헤센 용병들은 헤센 대공에게 돈을 주는 어느 누구를 위해서라도 잘 싸웠다.  전쟁이 끝나자 미국 의회는 독일인들이 미국에 남을 수 있도록 혜택, 특히 무료 농지를 제공했다. 영국 역시 노바스코샤에 정착하고자 하는 독일인 군대에 토지 및 세금 혜택을 제공했다.

### 헤센카셀

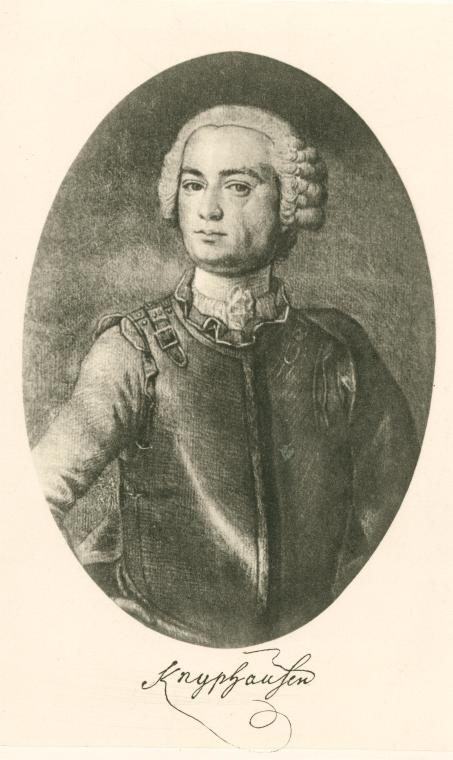
빌헬름 폰 키니포센 장군

헤센카셀 방백국의 방백이자 조지 3세의 삼촌인 헤센카셀 방백 프리드리히 2세는 아메리카 대륙에서 싸울 12,000명 이상의 군인을 제공했다. 그들의 영국 동맹군처럼 헤센군은 북아메리카에 적응하는데 약간 어려움을 겪었다. 도착할 첫 번째 군대는 전염병으로 고통받았고, 이로 인해 롱아일랜드 전투의 개시가 지연되었다. 1776년부터 헤센군 병사들은 북아메리카에서 복무하는 영국 육군에 통합되었고, 그들이 참전한 전투에는미국 독립 전쟁의 뉴욕 뉴저지 전역, 저먼타운 전투, 찰스턴 공방전, 그리고 약 1300명의 독일인이 포로로 끌려간 요크타운 전투 등이 있다. 여러 보고서에 따르면 독일인이 영국인보다 더 나은 전투력과 사기를 보유하고 있었다.
헤센카셀은 미국 독립 전쟁 기간 중 16,000명의 군대를 파병했으며, 이 중 6,500명은 돌아가지 않았다. 헤센 장군 아담 루트비히 오크스는 1,800명의 헤센 병사들이 사망했다고 추정했지만, 헤센 군대의 많은 사람들은 미국에 머물기를 원했고, 전쟁 후에도 계속 머물렀다. 독일어를 사용하는 대다수의 군대가 헤센에서 왔기 때문에 현대 미국인들은 이러한 독일인 군대를 총칭하여 헤센병이라고 불렀다. 헤센카셀은 영국과 15개 연대, 4개의 척탄병 대대, 2개의 엽병 연대, 4개의 포병 연대를 제공하기 위한 동맹 조약을 체결했다. 특히 엽병 연대는 까다롭게 모집되었고, 급료가 잘 지불되었고, 의복이 좋았으며 그리고 육체 노동에서 자유로웠다. 미국에서의 "인도식" 전쟁에서 이러한 엽병연대는 필수적이었으며, 1777년 12월에 영국은 헤센카셀과 엽병부대의 수를 260명에서 1,066명으로 늘리는 것에 동의한 새로운 조약에 서명했다.
헤센카셀군은 대서양 반대편에 있는 군인들의 손실을 대체할 수 없었기 때문에 아프리카계 미국인들을 하인과 병사로 모집했다. 115명의 흑인 병사가 헤센 부대에서 근무했으며, 대부분은 북을 연주하거나 파이프를 부는 사람이었다.
헤센카셀에서 가장 잘 알려진 장교는 빌헬름 폰 키니포센 장군으로 여러 전투에서 군대를 지휘했다. 다른 주목할만한 장교에는 1777년 레드뱅크 전투에서 치명적인 부상을 입은 대령 카를 폰 도노프와 1776년 트렌턴 전투에서 부상을 입은 요한 롤 대령이 있다. 롤의 여단은 포로로 잡혀 포로 대부분은 펜실베니아로 보내져 농장에서 일하게 되었다.

### 헤센하나우
헤센하나우 방백국은 헤센카셀의 준독립 지역으로, 개신교도인 빌헬름 1세가 다스리고 있었다. 1775년 벙커힐 전투 소식을 들은 빌헬름은, 조지3세에게 무조건적으로 연대를 제공했다. 전쟁 기간 동안, 헤센하나우는 2,422명의 병사를 파견했고, 이 중 1,441명만이 1783년 귀환할 수 있었다. 헤센병 상당수가 하나우에서 왔고, 이들 중 몇몇은 전쟁 이후 미국 대륙에 남기를 원했다.
헤센하나우의 유명한 장교에는 빌헬름 폰 갈 장군이 있다. 그는 존 버고인 장군 휘하에서 하나우로부터 온 여단을 지휘했다. 북아메리카에 파견된 부대 중에는 보병 1개 대대와 엽병 대대, 그리고 자유군단이라 알려진 비정규직 보병대대와 포병 연대가 있었다.

### 브라운슈바이크볼펜뷔텔

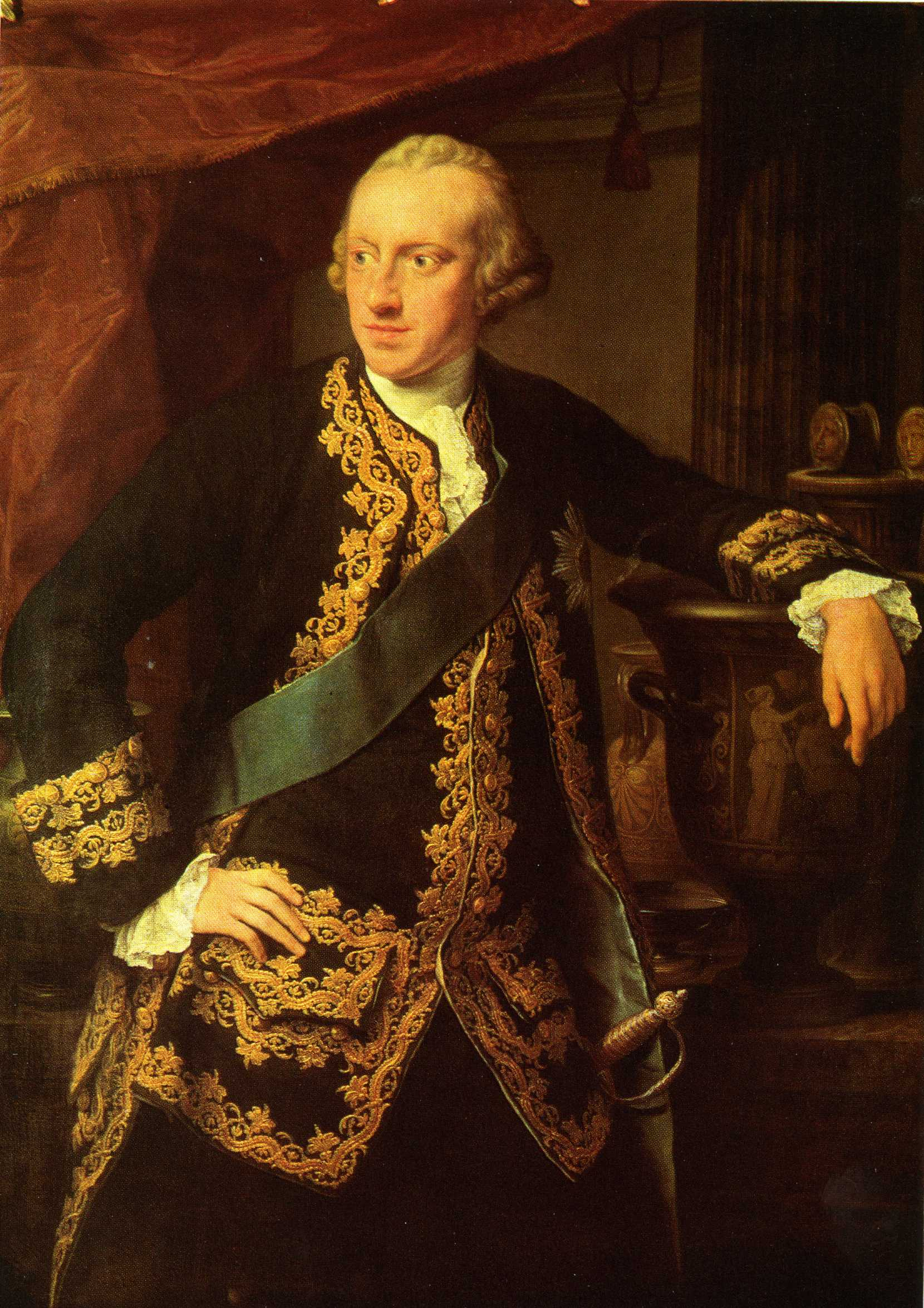
브라운슈바이크 공국의 카를 빌헬름 페르디난트는 영국 조지 3세의 처남이었다.

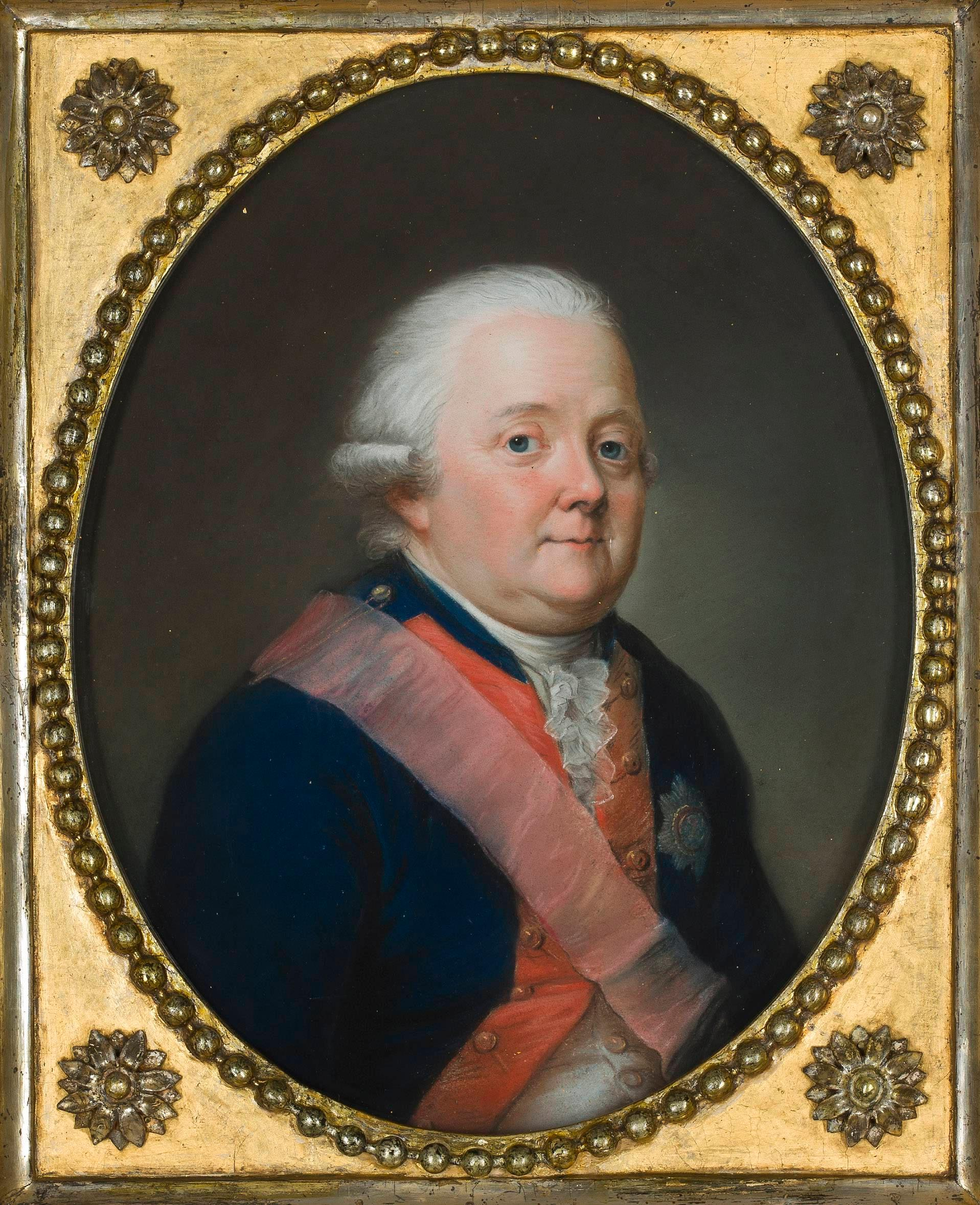
프리드리히 아돌프 리데젤.

브라운슈바이크뤼네부르크 공국은 3개의 나라로 분할되었는데, 이 중 한 곳이 조지 3세가 선제후로 다스리는 하노버 선제후국이었다. 하노버와 이웃한 브라운슈바이크볼펜뷔텔 공국은 브라운슈바이크 공작 카를 1세와 그 아들인 카를 빌헬름 페르디난트가 다스리고 있었다. 카를 빌헬름 페르디난트는 조지 3세의 누나인 영국 왕녀 아우구스타와 결혼했다.
1775년 카를 빌헬름 페르디난트는 조지 3세에게 미국에서 발생한 반란을 진압하는데 도움이 되는 병사들이 있다고 말했다. 1775년 12월, 프리드리히 아돌프 리데젤 장군은 조약이 확정되기를 기대하며 징병을 시작했다.  브라운슈바이크는 1776년 1월 9일 영국과 조약을 체결하면서 독일어권 국가 중 처음으로 영국을 지지하는 조약을 체결한 국가가 되었다. 영국과 브라운슈바이크는 4,000명의 병사를 파견하기로 합의했는데, 4개의 보병연대, 1개의 척탄병 대대, 그리고 1개의 용기병연대와 1개의 경보병대대가 파견될 예정이었다. 브라운슈바이크 조약에서 브라운슈바이크군의 급료는 2달치 급료를 선불하는 것을 포함하여 신성 로마 제국의 탈러로 지불될 예정이었으며, 조지 3세에게 충성을 맹세하기로 되어 있었다. 합의에서 논란이 되는 조항은 카를 대공이 전사한 브라운슈바이크 병사들을 대체하기 위해 £7 및 4s을 지불하는 것으로 약정되었는데, 3명의 부상자를 1명의 전사자와 동등하게 취급했다. 하지만 카를은 전사자나 "흔치 않은 전염성 질병"에 걸린 사람들 모두를 대체하기 위해 돈을 내고자 했다.
브라운슈바이크 공작 카를 1세는 영국에 4,000명의 보병과 350명의 중용기병을 제공했다. 이 전투는 프리드리히 아돌프 리데젤 장군이 총사령관을 맡고, 프리드리히 바움이 지휘했다.
리데젤 장군은 새로운 조약에 따라 추가적인 징집을 위해 연대들을 재조직하여 군단으로 편성했다. 숙련된 병사들은 리데젤 연대, 레츠 연대, 프린츠 프리드리히 연대, 폰 슈페히트 연대의 새로운 중대와 폰 바르너 대대 및 용기병 부대 곳곳에 포진되었다. 발데크 후국 및 안할트체르프스트와 함께 브라운슈바이크뤼네부르크는 강제 징집을 피한 영국 예비부대였고, 브라운슈바이크 공작은 북아메리카에 란데스킨더를 파병하지 않기로 선언했고, 이에 따라 지주들은 브라운슈바이크에 남아있는 부대를 전환시킬 수 있었다. 장교들과 하사관들은 계급을 채우기 위해 신성 로마 제국 곳곳을 돌아다녔고, 인센티브를 받았다. 이들은 신세계에서 새로운 경제적 기회를 얻기 위해, 자신들의 형량을 줄이기 위해, 또는 모험을 위해 북아메리카로 향했다.
이 병사들은 1777년 새러토가 전역 당시 존 버고인 휘하의 독일어권 정규부대의 대다수를 차지했고, "브라운슈바이커"라고 불렸다. 브라운슈바이크와 헤센하나우의 연합군은 버고인의 군대에 절반 정도를 차지했으며, 브라운슈바이커는 훈련이 잘 된 것으로도 유명했다. 챔플레인호를 건넌 선박들 중 한 척은 육군에서 자신들의 중요도를 인지하고 브라운슈바이크 깃발을 걸었다. 리데젤의 브라운슈바이크 군대는 허바튼 전투에 참전하여 미군의 우익에 맞서 총검돌격을 하였고, 이 공격 덕분에 영국군의 붕괴를 막을 수 있었다. 리데젤의 부인이었던 프레데리카 샤를로테 리데젤은 남편과 함께 다니며 새러토가 전역에 대한 중요한 료가 된 기록들을 남겼다. 버고인의 항복 이후, 2,431명의 브라운슈바이커들은 전쟁이 끝날 때까지 협정군의 일원으로 남아있었다.
브라운슈바이크는 북아메리카에 5,723명의 군대를 파견했으며 1783년 가을까지 3,105명이 귀향하지 못했다. 이러한 손실에는 사망이나 유기가 있었지만, 대부분의 브라운슈바이크 군인들은 협정군 시기에 미국에 익숙해졌고, 전쟁이 끝났을 때 의회에서 상주를 허락받았다. 브라운슈바이크 공작이 미국에서 사망한 모든 병사들에 대해 영국으로부터 보상을 받은 이후, 유기자들을 사망자로 보고하는 것이 그에게 도움이 되었다. 브라운슈바이크 공작은 미국에 남아있거나, 미국에서 돌아온 병사들에게 6달치 급료를 제공했다.

### 안스바흐 및 바이로이트
안스바흐 후국과 바이로이트 후국은 크리스티안 프리드리히 카를 알렉산더 방백의 지휘 하에 영국에 2개 보병대대와 1개 예거 중대, 그리고 포병대 1개를 포함해 총 1,644명의 병력을 보냈고, 이 중 461명이 살아돌아오지 못했다. 안스바흐와 바이로이트에서 총 2,353먕이 파견되었고, 이 중에는 예거 연대 전체가 포함되어 있었다. 이들은 "가장 키가 크고 미국에 온 연대 중 가장 멋있어 보였으며", "헤센인보다 더 잘 싸운다"고 평가받았다.  안스바흐군과 바이로이트군은 뉴욕에 있던 하우의 군대에 편입되어 필라델피아 전역에서 싸웠다. 안스바흐군과 바이로이트군은 요크타운 전투 당시 찰스 콘월리스와 함께 있었다.
초기 동원이 끝난 후, 안스바흐군과 바이로이트군은 새로운 징집령을 내려 부대를 추가로 파견했다. 미국 독립 전쟁이 끝날 무렵, 2,361명의 병사들이 아메리카 대륙에 파견되었지만 절반도 안 되는 1,041명이 1783년 말 귀국했다. 안스바흐와 바이로이트의 후작이었던 카를은 전쟁이 발발하자 빚더미에 앉았으며, 병사들을 사용하는데 £100,000 이상을 받았다. 1791년 카를은 안스바흐와 바이로이트를 프로이센 왕국에 매각했으며, 프로이센 펜션이 있는 영국에서 여생을 보냈다.

### 브라운슈바이크뤼네부르크
브라운슈바이크뤼네부르크 선제후국의 5개 대대 병력이 미국으로 가려던 영국군을 구출하기 위해 지브롤터와 미노르카에 1775년 초 파견되었다.. 브라운슈바이크뤼네부르크와 영국은 동군연합이었고 각각의 정부가 따로 있었기 때문에, 브라운슈바이크뤼네부르크의 군대는 영국-하노버 조약에 따라 영국이 군대 비용을 대신 지불하고, 브라운슈바이크뤼네부르크 군대가 해외로 파병되는 동안 브란덴부르크뤼네부르크 본토를 보호하기로 했다. 브라운슈바이크뤼네부르크 군대는 미국 독립 전쟁 기간 중 가장 규모가 크고 기간이 가장 길었던 지브롤터 대공방전에서 활약했으며, 미노르카 침공 때도 섬을 방어했다. 이후 이들은 영국령 인도로 파견되어 프랑스-마이소르 연합군을 쿠달도르 전투에서 격퇴했다.

### 안할트첼프스트
안할트첼프스트 후국의 후작 프리드리히 아우구스투스는 1777년 1,160명의 병사를 파견하기로 영국과 조약을 체결했다. 조약 체결 후 5개월 만에 연대 중 2개 대대가 징집되었으며, 새로 징집된 병사 900명으로 구성되어 있었다. 첫번째 대대가 1778년 5월 퀘벡시를 지키기 위해 캐나다에 파견되었다.

## 미국의 지지자와 유럽 지지자

### 독일계 미국인

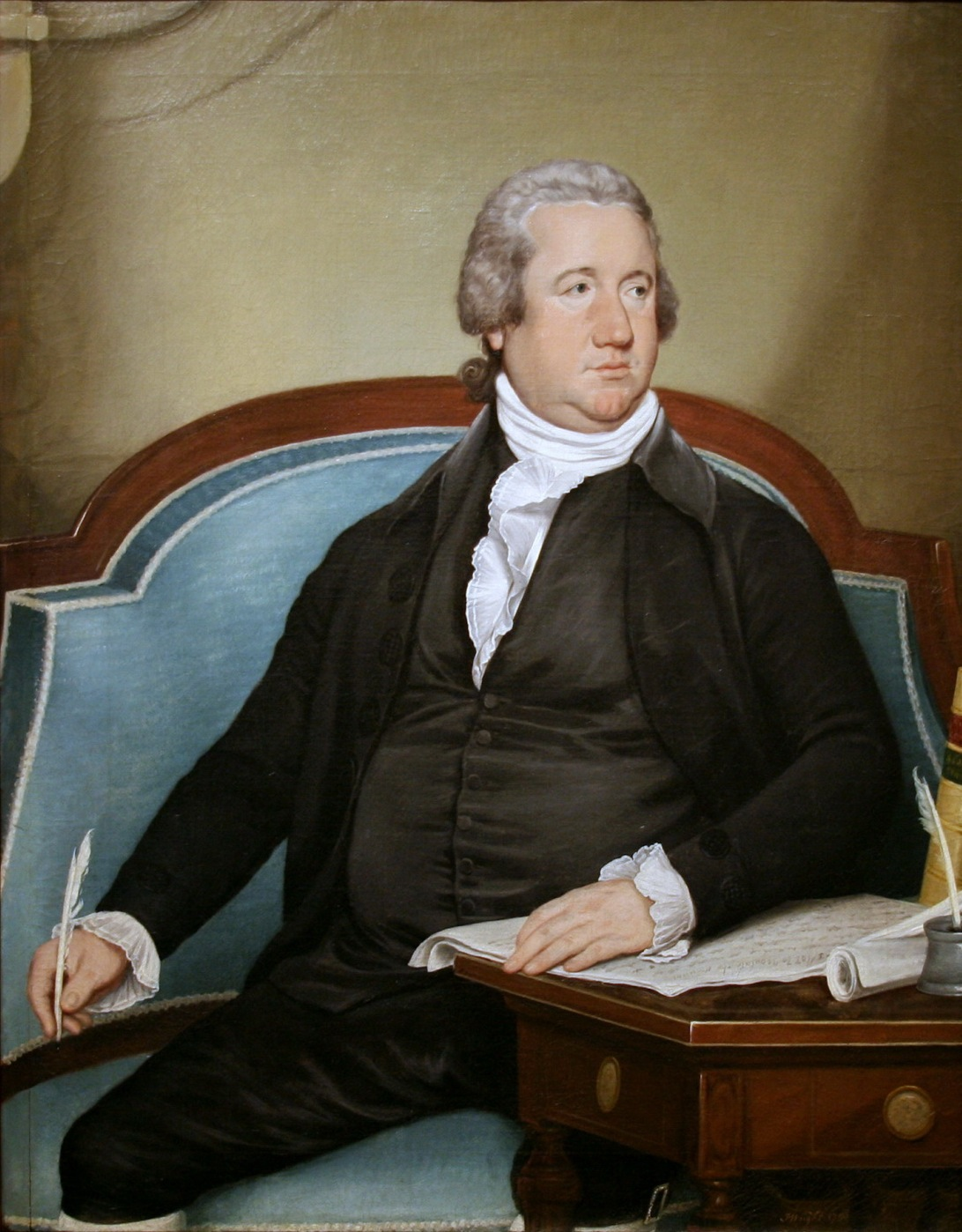
1789년, 미국 독립 전쟁이 끝난 후, 루터교회 목사이자 펜실베이니아 식민지의 독일인 지도자였던 프레더릭 뮬렌버그는 초대 미국 하원 의장이 되었다.

독일인의 영국 식민지 이민은 17세기 후반에 시작되었다. 18세기 중반까지 식민지 아메리카 인구의 약 10%가 독일어를 사용했다. 독일인들은 영국령 북아메리카에서 가장 큰 비영국계 유럽 소수 민족이었지만, 그들의 동화와 영국화는 크게 달랐다.
1756년 프렌치 인디언 전쟁 동안, 영국은 주로 독일계 식민지 주민들로 구성된 왕립 아메리카 연대를 창설하여 그들을 활용했다. 다른 독일인들도 그 때 이민을 왔는데, 여기에는 영국 장교로 뉴욕에 정착한 프레더릭 드 바이센펠스 남작이 포함된다. 독립 전쟁이 시작되자, 바이센펠스는 영국군을 탈영하여 1775년부터 애국자들을 위해 복무하며 중령으로 승진했다.
독립 전쟁 이전에 남부 식민지의 상당수 독일 정착민들은 왕당파였으며, 13개 식민지의 독일계 후손 대부분은 참을 수 없는 법과 같은 영국 정책에 대해 동일한 적대적인 반응을 보이지 않았다. 많은 독일 식민지 주민들은 미국 독립 혁명 동안 중립을 지키기로 선택했지만, 상당 부분은 애국파와 왕당파의 대의를 지지하게 되었다. 그들은 지역 민병대와 정규 군사 부대 모두에서 싸웠고, 소수는 전쟁 후 망명하여 독일로 돌아갔다.
여러 새로운 주들은 독일 연대를 편성하거나, 지역 민병대 병력을 독일계 미국인으로 채웠다. 사우스캐롤라이나주 찰스턴의 독일계 식민지 주민들은 1775년에 총사대를 조직했고, 조지아주의 일부 독일인들은 앤서니 웨인 장군 휘하에 입대했다.
독일 애국자들은 평화주의자인 퀘이커 인구가 많은 지역에서 가장 많았다. 예를 들어, 피터 뮬렌버그와 프레더릭 뮬렌버그 형제는 의회에 선출되었고, 피터는 워싱턴의 참모진에서 복무했다. 독일계 반 리어 가문은 모두 장교로 입대했으며, 일부는 앤서니 웨인 장군 휘하에서 복무했다.

#### 펜실베이니아 독일인 헌병대
펜실베이니아 독일인들은 바르톨로뮤 폰 히어 대위 휘하의 미국 헌병대에 모집되었다. 그는 전쟁 전 레딩으로 이민 오기 전에 유럽에서 비슷한 부대에서 복무했던 프로이센인이었다.
미국 독립 전쟁 동안, 마레쇼세 군단은 정보 수집, 도로 보안, 적군 포로 작전, 심지어 스프링필드 전투 중 전투를 포함한 다양한 방식으로 활용되었다. 마레쇼세는 요크타운 전투 동안 워싱턴의 본부 보안을 제공했으며, 그의 경호원으로 활동했고, 독립 전쟁 후 가장 마지막으로 해체된 부대 중 하나였다. 마레쇼세 군단은 임무의 특성과 일부 대원들이 영어를 거의 또는 전혀 구사하지 못한다는 사실 때문에 대륙육군에 의해 잘 받아들여지지 않았다. 헌병대원 중 6명은 모집되기 전에 헤센 포로였다. 헌병대가 현대 미국의 군사 경찰대와 동일한 기능을 많이 수행했기 때문에, 현 미국 군사 경찰 연대의 전신으로 간주된다.

#### 독일 연대
1776년 5월 25일, 제2차 대륙회의는 식민지 독일계 주민들로 구성된 제8 메릴랜드 연대, 즉 독일 대대 또는 독일 연대를 대륙육군의 일부로 창설할 것을 승인했다. 대부분의 대륙 정규군 부대와 달리, 이 연대는 여러 주에서 병력을 모집했으며, 처음에는 8개 중대 (메릴랜드주에서 4개, 펜실베이니아에서 4개, 후에 5개)로 구성되었다. 앤서니 웨인 장군 휘하의 소령이었던 니콜라스 하우세거가 대령으로 임명되었다. 이 연대는 트렌턴 전투와 프린스턴 전투에서 복무했으며, 미국 원주민에 대한 작전에 참여했다. 이 연대는 1781년 1월 1일에 해산되었다.

### 유럽의 미국 지지자

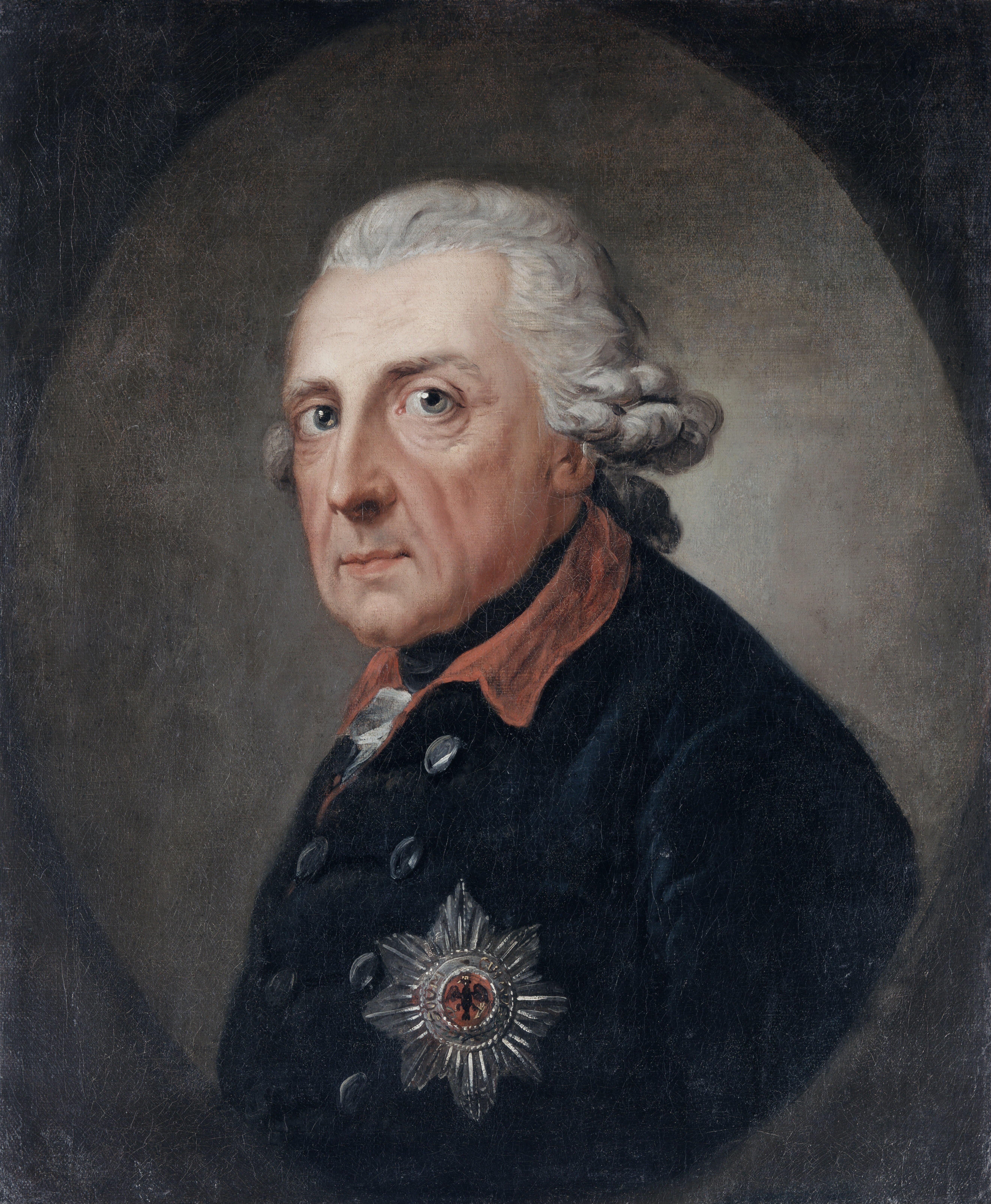
1781년 프로이센의 프리드리히 대왕

조지 워싱턴은 그의 군대에 유럽 대륙 장교들을 환영했다. 요한 드 칼브는 바이에른인이었으며, 대륙육군에서 장군으로 임명되기 전에 프랑스 군대에서 복무했다. 다른 독일인들은 그들의 군사 훈련을 활용하기 위해 미국으로 왔다. 예를 들어, 프레더릭 윌리엄 드 뵈트케 남작은 전쟁 초기에 의회로부터 임명장을 받은 프로이센 장교였으며, 1776년에 뉴욕에서 사망했다. 구스타브 로젠탈은 에스토니아 출신의 독일계 혈통으로 대륙육군 장교가 되었다. 그는 전쟁 후 에스토니아로 돌아갔지만, 데이비드 지글러와 같은 다른 독일 병사들은 자신들이 세운 나라에 남아 시민이 되기로 선택했다.
게다가 프랑스에는 2,500명 이상의 병력을 가진 8개의 독일어 연대가 있었다. 유명한 로장 군단에는 프랑스 병사와 독일 병사가 모두 포함되어 있었고, 독일어로 지휘되었다. 프랑스의 왕립 되퐁 연대에도 독일 병사와 장교가 있었다.
애국자들의 대의를 지지한 가장 유명한 독일인은 프로이센 출신의 프리드리히 빌헬름 폰 슈토이벤이었다. 그는 프랑스를 통해 독립적으로 미국에 왔으며, 워싱턴의 감사관으로 복무했다. 슈토이벤 장군은 밸리 포지에서 대륙육군을 훈련시킨 공로를 인정받았으며, 나중에 미국 육군을 위한 최초의 훈련 교범을 저술했다. 1780년 6월, 그는 모리스타운 방어의 선봉대 지휘를 맡았다. 슈토이벤은 시민권을 부여받았고 1794년 사망할 때까지 미국에 머물렀다.
슈토이벤의 모국인 프로이센은 제1차 무장 중립 동맹에 가입했으며, 프리드리히 2세는 전쟁 초기에 미국에 대한 지지로 높이 평가되었다. 프리드리히 2세는 영국 군주가 7년 전쟁 동안 군사 보조금을 철회한 이후 조지 3세에 대한 원한을 가지고 있었다. 그는 미국과의 무역을 열고 영국 항구를 우회하는 데 관심을 표명했으며, 미국 요원이 프로이센에서 무기를 구매할 수 있도록 허용했다. 프리드리히는 미국의 성공을 예측했으며, 프랑스가 미국과 미국 외교관을 인정하는 즉시 프로이센도 그렇게 할 것이라고 약속했다. 프로이센은 또한 러시아와 이웃한 독일 주들이 아메리카로 보낼 군대를 양성하려는 모집 노력에 간섭했으며, 프리드리히 2세는 프로이센 내에서 미국 전쟁을 위한 입대를 금지했다. 안할트체르프스트에서 온 병사들은 모든 프로이센 도로 이용을 거부당했고, 이는 하우가 1777년~1778년 겨울 동안 받기를 희망했던 증원군의 지연을 초래했다.
그러나 바이에른 왕위 계승 전쟁이 발발하자 프리드리히 2세는 영국과의 프로이센 관계에 훨씬 더 신중해졌다. 미국 선박은 프로이센 항구 접근이 거부되었고, 프리드리히는 파리 조약을 체결할 때까지 미국을 공식적으로 인정하기를 거부했다. 전쟁 후, 프리드리히 2세는 미국이 공화제로 운영되기에는 너무 크고, 곧 의회에 대표를 보내 대영 제국에 재가입할 것이라고 잘못 예측했다.

## 내용주와 참고 문헌
내용주
1. ↑   Jägers는 루이 도르 동전 하나에 서명 보너스를 받았다.
2. ↑   브라운슈바이크에서 온 중용기병은 말이 없었기 때문에 보병처럼 전투를 벌였다. 이들은 전쟁 중 말을 얻고자 했고, 그 결과 베닝턴 전투가 발생했다.
3. ↑  "헌병대에 모집된 거의 모든 병사들이 펜실베이니아 독일인이었다는 점이 흥미롭다." -데이비드 L. 발루스카 보관됨 2022-11-27 - 웨이백 머신

## 같이 보기
- 미국 독립 전쟁의 영국군 부대

## 참고 문헌
- Atwood, Rodney. The Hessians: Mercenaries from Hessen-Kassel in the American Revolution (Cambridge University Press, 1980).
- Baer, Friederike. Hessians: German Soldiers in the American Revolutionary War (Oxford University Press, 2022). Website
- Baer, Friederike (2015). 《The Decision to Hire German Troops in the War of American Independence: Reactions in Britain and North America, 1774–1776.》. 《Early American Studies》 13. 111–150쪽. doi:10.1353/eam.2015.0003. JSTOR 24474906. S2CID 143134975. 2022년 4월 22일에 확인함.
- Bobrick, Benson (1997). 《Angel in the Whirlwind. The Triumph of the American Revolution》. New York: Simon & Schuster. ISBN 0-684-81060-3.
- Commager, Henry Steele; Richard B. Morris (1958). 《The Spirit of Seventy-Six. The story of the American Revolution as told by its participants》. Castle Books; HarperCollins Publishers. ISBN 0-7858-1463-9. LCCN 67011325.
- Christhilf, Nicholas Dorsey (2018). 《An Early Philadelphia Musician》 (PDF). Annapolis.
- Crytzer, Brady J. Hessians: Mercenaries, Rebels, and the War for British North America  (Westholme Publishing, 2015).
- Doehla, Johann Conrad (1990). 《A Hessian Diary of the American Revolution》. Translated, Edited, and with an Introduction by Bruce E. Burgoyne from the 1913 Bayreuth edition by W. Baron von Waldenfels. Norman and London: University of Oklahoma Press. ISBN 0-80612254-4. OCLC 722636758.
- Eelking, Max von (1893). 《The German Allied Troops in the North American War of Independence, 1776–1783》. Translated from German by J. G. Rosengarten. Joel Munsell's Sons, Albany, NY. LCCN 72081186.
- Ferling, John (2007). 《Almost a Miracle. The American Victory in the War of Independence》. Oxford University Press, New York. ISBN 978-0-19-518121-0.
- Fetter, Frank Whitson. “Who Were the Foreign Mercenaries of the Declaration of Independence?” Pennsylvania Magazine of History and Biography, vol. 104, no. 4, 1980, pp. 508–513. online
- Frantz, John B., and William Pencak, eds. Beyond Philadelphia: The American Revolution in the Pennsylvania Hinterland (Penn State Press, 2010).
- Hocker, Edward W. The Fighting Parson of the American Revolution: A Biography of General Peter Muhlenberg, Lutheran Clergyman, Military Chieftain, and Political Leader (1936).
- Huck, Stephan (2011). Soldaten gegen Nordamerika. München: Oldenbourg Verlag.
- Ingrao, Charles. "" Barbarous Strangers": Hessian State and Society during the American Revolution." American Historical Review 87.4 (1982): 954-976 online.
- Ingrao, Charles W. The Hessian mercenary state: ideas, institutions, and reform under Frederick II, 1760-1785 Cambridge University Press, 2003.
- Ketchum, Richard M. (1997). 《Saratoga: Turning Point of America's Revolutionary War》. Henry Holt and Company, Inc., New York. ISBN 0-8050-4681-X.
- Jarck, Horst-Rüdiger (ed.)(2000). Brücken in eine neue Welt. Wiesbaden: Harrassowitz.
- Krebs, Daniel (2013). 《A Generous and Merciful Enemy. Life for German Prisoners of War during the American Revolution.》. Norman: University of Oklahoma Press. ISBN 978-0-8061-4356-9.
- Lockhart, Paul (2008). 《The Drillmaster of Valley Forge. The Baron De Steuben and the Making of the American Army》. New York: 하퍼콜린스 Publishers. ISBN 978-0-06-145163-8.
- Lossing, Benson J (1860). 《The Pictorial Field-Book of the Revolution》 II. New York: Harper & Brothers.
- Lowell, Edward J (1884). 《The Hessians and the other German Auxiliaries of Great Britain in the Revolutionary War》. Harper & Brothers, Franklin Square, New York. LCCN 02004604.
- Marston, Daniel (2003). 《The American Revolution, 1774-1783》. Taylor & Francis. ISBN 978-0-415-96837-9.
- Neimeyer, Charles Patrick. America Goes to War: A Social History of the Continental Army (1995) complete text online
- Nolt, Steven, Foreigners in Their Own Land: Pennsylvania Germans in the Early American Republic, Penn State U. Press, 2002 ISBN 0-271-02199-3
- Percy, Sarah. Mercenaries: The history of a norm in international relations (Oxford University Press, 2007).
- Reid, Stuart (2010). 《Frederick the Great's Allies 1756-63》. 오스프레이 출판사 Ltd. ISBN 978-1-84908-177-1.
- Roeber, A. G. Palatines, Liberty, and Property: German Lutherans in Colonial British America (1998)
- Rosengarten, Joseph George (1886). 《The German Soldier in the Wars of the United States》. J.B. Lippencott Company, Philadelphia. ISBN 1-4286-5432-1.
- Rosengarten, Joseph George (1906). 《Frederick the Great and the United States》. Harvard University.
- Scales, Jodie K. (2001). Of Kindred Germanic Origins. Writers Club Press.
- Smith, Clifford Neal (1973). 《Brunswick Deserter-Immigrants of the American Revolution》. Heritage House, Thomson, Illinois.
- Stephenson, Michael (2007). 《Patriot Battles: How the War of Independence was Fought》. New York: Harper Collins. ISBN 978-0-06-073261-5.* Stone, William L.; Hund, August (1891). 《Letters of Brunswick and Hessian Officers during the American Revolution》. Albany: Joel Munsell's Sons. ISBN 0-945726-84-8. LCCN 02003420.
- Tappert, Theodore G. "Henry Melchior Muhlenberg and the American Revolution." Church History 11.4 (1942): 284–301. online
- Taylor, Alan (2016). 《아메리카 혁명: 대륙 역사, 1750–1804》. W. W. Norton & Company. ISBN 978-0-3932-5387-0.
- Tolzmann, Don Heinrich,  ed.; German Americans in the Revolution: Henry Melchoir Muhlenberg Richards' History (2013, based on 1908 history), emphasis on Pennsylvania
- Underwood, Matthew. "Jealousies of a standing army: the use of mercenaries in the American revolution and its implications for Congress's role in regulating private military firms." Northwestern University Law Review106 (2012): 317+. online
- Von Feilitzsch, Heinrich Carl Philipp; Bartholomai, Christian Friedrich (1997). 《Diaries of Two Ansbach Jaegers》. 번역 Burgoyne, Bruce E. Bowie, Maryland: Heritage Books. ISBN 0-7884-0655-8.
- Wolf, Stephanie Grauman (1993). 《As Various As Their Land: The Everyday Lives of Eighteenth-Century Americans》. New York: Harper Collins. ISBN 0-06-016799-8.

### 조지 3세와 독일 주 사이의 조약
- “브라운슈바이크 공작과의 조약, 1776년 1월 9일 서명”. 《일리노이 대학교》. 1776년 1월 9일. 2022년 4월 19일에 확인함.
- “헤센카셀 방백과의 조약, 1776년 1월 15일 서명”. 《일리노이 대학교》. 1776년 1월 15일. 2022년 4월 19일에 확인함.
- “헤센카셀 세습 공작과의 조약, 1776년 2월 5일 서명”. 《일리노이 대학교》. 1776년 2월 5일. 2022년 4월 19일에 확인함.
- “발데크 후작과의 조약”. 《일리노이 대학교》. 1776년 5월 2일. 2022년 4월 19일에 확인함.

틀:미국 독립 전쟁